# Xerocomellus fennicus
Xerocomellus fennicus är en sopp som tillhör familjen Boletaceae

## Förekomst
Att X. fennicus var en egen art uppmärksammades först i slutet av 1900-talet, i Finland, (den hade tidigare förväxlats med rödsopp och därefter med Xerocomellus ripariellus) och den har konstaterats ha en vid utbredning där. Det första fyndet för Sverige gjordes i Södermanland och därefter finns spridda rapporter från Skåne i söder till Dalarna i norr. Den har också uppgivits för Danmark, Österrike och Tjeckien samt, möjligen, Belgien. Den bildar ektomykorrhiza med björkar och alar.

## Kännetecken
Den är mycket lik Xerocomellus ripariellus men köttet är gult i hela foten och hatthuden tenderar att spricka upp i ett nätmönster i stället för radiärt. I mikroskop kan man se att sporerna är trunkata och tydligt strierade (avhuggna och strimmiga).

## Taxonomi
Arten beskrevs av Harri Harmaja 1999 som Boletellus fennicus.
Den fördes till Xerocomus av Ursula Peintner, Heidi Ladurner och Giampaolo Simonini 2003 och därefter till Xerocomellus av Josef Šutara 2008. Heidi Ladurner och Giampaolo Simonini förmodar att X. fennicus är samma art som den nordamerikanska Xerocomellus intermedius.
Artnamnet fennicus betyder "från Finland" och syftar på att den först beskrevs därifrån.